# Salsola chinghaiensis
Salsola chinghaiensis là loài thực vật có hoa thuộc họ Dền. Loài này được A.J. Li miêu tả khoa học đầu tiên năm 1978.